# Brad Peyton
Brad Peyton (nascido em 27 de maio de 1978 em Gander) é um diretor, escritor e produtor de cinema canadense. É conhecido por ter sido o diretor do filme de desastre San Andreas, de 2015.

## Vida e carreira
Peyton nasceu em Gander, Terra Nova e Labrador, Canadá. Formou-se no Canadian Film Centre. Ele foi o primeiro que ganhou fama com uma curta-metragem e com uma comédia gótica intitulada Evelyn: The Cutest Evil Dead Girl (2002). O filme foi exibido inicialmente para os colegas de Peyton, que bateram palmas como aprovação. O cineasta Jeremy Podeswa sugeriu que Peyton também deveria mostrar o filme para um advogado da indústria cinematográfica, em Nova York. Isso permitiu que o filme fosse distribuído entre o cinema para a elite. Evelyn também apareceu marcou presença no Toronto International Film Festival, em 2002.
Peyton, então criou e produziu a série de televisão “What It's Like Being Alone”, que foi recebido pela Canadian Broadcasting Corporation em 2006. Segundo consta, um dos mentores de Peyton é o estadunidense Tom Hanks.
Após o sucesso de Alone, Peyton passou a dirigir o filme Cats & Dogs: The Revenge of Kitty Galore, em 2010. Em 2012, dirigiu a continuação de sucesso para Viagem ao Centro da Terra, intitulado" Viagem 2: A Ilha Misteriosa,  estrelado por Dwayne Johnson e que arrecadou 325.9 milhões de dólares. Em 2015, Peyton dirigiu o filme San Andreas, que também estrelou Johnson, e o filme de terror Incarnate.
Peyton dirigiu o filme Rampage (2018), estrelado por Dwayne Johnson, marcando a sua terceira colaboração. Em junho de 2016, foi confirmado que ele tinha assinado um contrato para dirigir o recurso de adaptação para o cinema de "Malignant Man", produzido por James Wan. Em 10 de fevereiro de 2017, foi relatado que a Peyton iria dirigir, escrever e produzir o próximo filme de desastre, chamado Black Hole, que iniciou a produção no início de 2018. Em março de 2017, foi relatado que a Peyton iria dirigir uma adaptação para o cinema da série de jogos de vídeo Justa Causa, com o ator Jason Momoa no conjunto de estrelas.

## Filmografia
| Ano       | Título                                   | Como                                  | Notas                                                    |
| --------- | ---------------------------------------- | ------------------------------------- | -------------------------------------------------------- |
| 2001      | Ted                                      | Diretor                               | (curto)                                                  |
| 2001      | Fill                                     | Diretor, Escritor                     | (curto)                                                  |
| 2001      | Beyond the Fields                        | Diretor                               | (curto)                                                  |
| 2002      | Evelyn: The Cutest Evil Dead Girl        | Diretor, Escritor                     | (curto) Nomeado—Genie Award de Melhor Curta-Drama        |
| 2004      | Bad Luck                                 | Diretor, Escritor                     | (curto)                                                  |
| 2004      | A Tale of Bad Luck                       | Diretor, Escritor                     | (curto)                                                  |
| 2006      | What It's Like Being Alone               | Criador, Produtor Executivo           | (Série de TV)                                            |
| 2009      | Suck                                     | Produtor Executivo                    |                                                          |
| 2010      | Cães e gatos: A Vingança de Kitty Galore | Diretor                               |                                                          |
| 2012      | Viagem 2: A Ilha Misteriosa              | Diretor                               |                                                          |
| 2013      | Republic of Doyle                        | Diretor                               | Quatro episódios (série de TV)                           |
| 2014-2015 | Dr. Dimensionpants                       | Criador, Produtor Executivo, Escritor | (Série animada)                                          |
| 2015      | Pirate's Passage                         | Escritor, Produtor                    | Filme para TV                                            |
| 2015      | San Andreas                              | Diretor                               |                                                          |
| 2016      | Incarnate                                | Diretor, Produtor Executivo           |                                                          |
| 2016-2018 | Frontier                                 | Diretor, Produtor Executivo           | (Série de TV) Indicado—Melhor Direção em Série Dramática |
| 2018      | Rampage                                  | Diretor, Produtor                     |                                                          |

## Recepção
| Ano  | Filme                                    | Rotten Tomatoes       | Metacritic          | CinemaScore | Orçamento       | Bilheteria           |
| ---- | ---------------------------------------- | --------------------- | ------------------- | ----------- | --------------- | -------------------- |
| 2010 | Cães e gatos: A Vingança de Kitty Galore | 14% (96 comentários)  | 30 (22 comentários) | B–          | US$ 85 milhões  | $De 112,5 milhões de |
| 2012 | Viagem 2: A Ilha Misteriosa              | 43% (125 comentários) | 41 (27 comentários) | Um–         | US$ 79 milhões  | $335.3 milhões       |
| 2015 | San Andreas                              | 50% (175 comentários) | 43 (42 comentários) | Um–         | US$ 110 milhões | $468.8 milhões       |
| 2016 | Incarnate                                | 17% (26 comentários)  | 30 (9 comentários)  | C–          | US$ 5 milhões   | US$ 9 milhões        |
| 2018 | Rampage                                  | 52% (207 comentários) | 45 (43 comentários) | Um–         | US$ 120 milhões | $420.4 milhões       |